# Domplatz (Erfurt)
De Domplatz is een plein in Erfurt, de hoofdstad van de Duitse deelstaat Thüringen. Het plein ligt in de Altstadt. Met zijn 3,5 hectare is het een van de grootste pleinen van Duitsland.  
Het plein ontstond in de twaalfde eeuw. Het plein heette eerst Großer Markt. In 1813 werd de stad bezet door de Fransen en belegerd door de Oostenrijkers, Pruisen en Russen. Hierbij werd een deel rond de markt verwoest en niet meer opgebouwd. De markt werd zo vergroot en diende als paradeplaats voor de Pruisen. In 1823 bezocht koning Frederik Willem III de stad, waarop het plein de naam Friedrich-Wilhelm-Platz kreeg. In 1945 werd de naam Domplatz aangenomen. 